# Antraknóza jahodníku

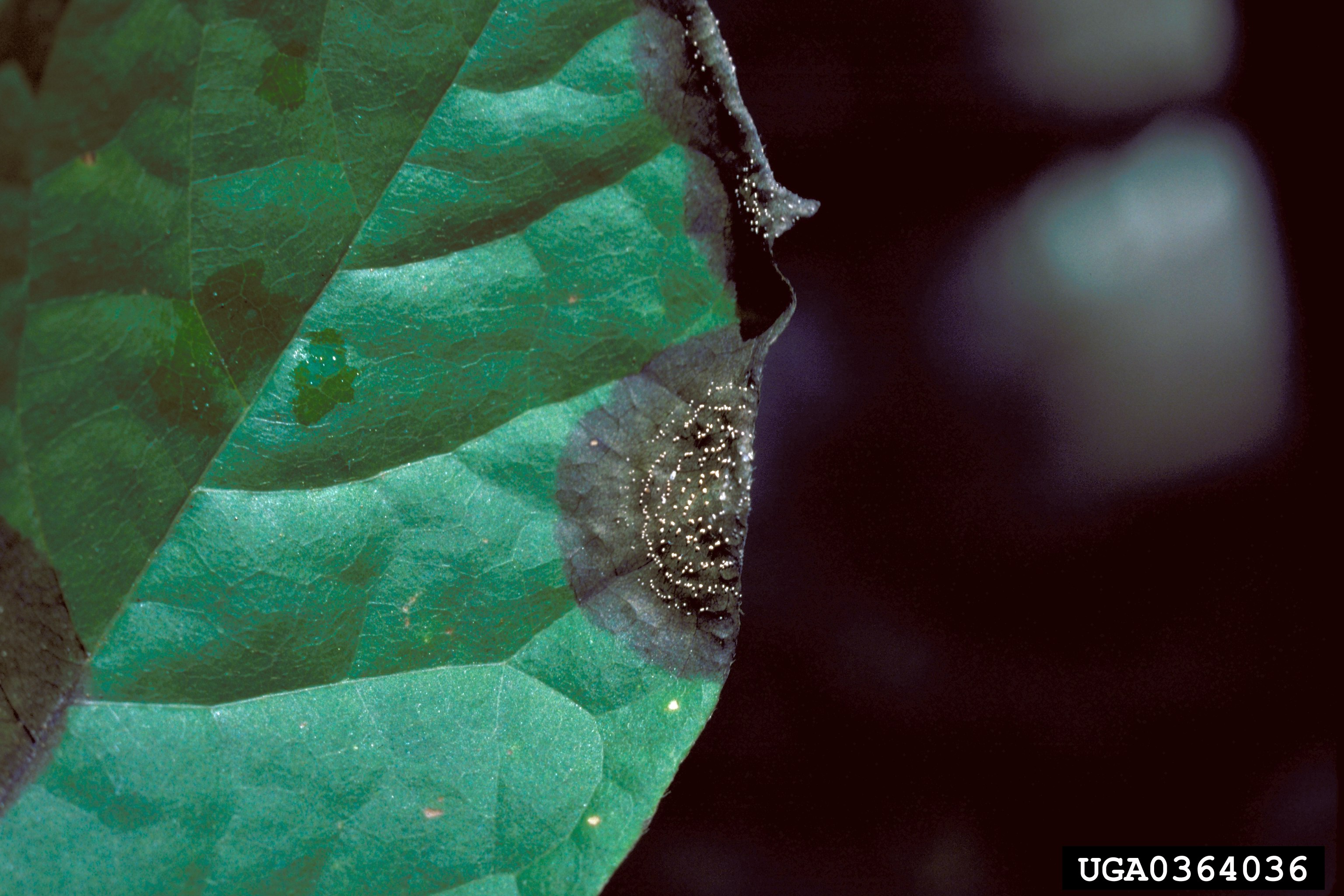
Symptom Colletotrichum acutatum na listu.

Antraknóza jahodníku je choroba jahodníku způsobovaná cizopasnou houbou Colletotrichum acutatum. Na počátku 21. století je v ČR u kulturních odrůd jahodníku velkoplodého považována za jednu z nejnebezpečnějších silně infekčních chorob jahodníku, ne-li za vůbec nejvážnější. K potlačení choroby jsou používány přípravky na bázi strobilurinu, avšak některé kmeny patogenu jsou vůči nim rezistentní.
Bayerův počítačový kód: COLLAC

## Zeměpisné rozšíření
Houbový patogen Colletotrichum acutatum se vyskytuje v řadě zemí napříč všemi kontinenty.

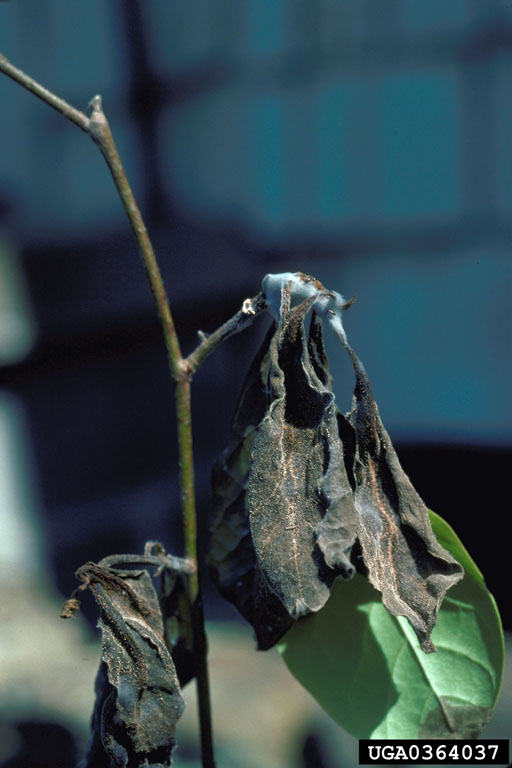
Symptom Colletotrichum acutatum na letorostu.

### Výskyt v Evropě
Patogen se vyskytuje v oblastech s vyššími průměrnými teplotami, avšak oproti předpokladům se jeho výskyt potvrdil i v chladnějších oblastech. V Evropě je výskyt potvrzen v mnoha zemích EU, včetně České republiky. Je očekáváno další šíření choroby do oblastí, kde se jahodník pěstuje.
V Asii byl tento houbový patogen potvrzen rovněž. Vyskytuje se například v Číně a Japonsku. Choroba je ale potvrzena i v Americe a v Austrálii.

### Výskyt v Česku
Napadení antraknózou jahodníku bylo laboratorně potvrzeno v ČR na jižní Moravě, nedaleko Břeclavi v obci Šakvice již v roce 2005. další lokality výskytu choroby byly pak nalézány postupně v okresech Vyškov, Brno-venkov a Semily.

## Hostitel
Houbový patogen Colletotrichum acutatum napadá všechny kvetoucí rostliny, je prokázáno, že působí například značné škody u jahodníku velkoplodého (Fragaria x ananassa). Mezi další prokázané hostitelské rostliny patří podle SRS:
- sasanka (Anemone coronaria)
- jabloň (Malus pumila, Malus sylvestris)
- lilek (Solanum melongena)
- paprika (Capsicum annuum)
- celer (Apium graveolens)
- oliva (Olea europea)
- borovice (zejména Pinus radiata a Pinus elliottii)
- stračky (Delphinium)
- papája obecná (Caryca papaya)
- Parmentiera edulis (čeleď trubačovité)
- avokádo (Persea americana)
- ořešák (Juglans regia)
- rajče jedlé (Lycopersicon esculentum)
- Flindersia brayleyana (čeleď routovité)
- kávovník arabský (Coffea arabica)
- ostálky (Zinnia elegans, Z. haageans)
- šácholan (Magnolia fraseri)
- pryskyřníky (Ranunculus)
- nepukalka (Salvinia molesta)
- brusnice borůvka (Vaccinum myrtillus)

## Význam
Ekonomické dopady poškození bývají značné. Při sklizni může dojít až k 80% ztrátám. Colletotrichum acutatum může napadat všechny kvetoucí rostliny.

## Biologie
Patogen se rozmnožuje podobně jako jiné houby. Tvoří velké množství spor které po zanesení na povrch rostliny klíčí a patogen proniká do pletiv. Jakmile se houba uvnitř rostliny dostatečně rozšíří, začne produkovat tmavé fruktifikační orgány, které působí typické antraknózní příznaky. V publikacích je uváděna jako optimální pro rozvoj Colletotrichum acutatum teplota 25 °C . K infekci však dochází při širším rozmezí teplot (18 – 33 °C) a za vysoké relativní vlhkosti vzduchu. Inkubační doba onemocnění je velmi krátká, pouze několik dní.

## Symptomy
Celá rostlina zakrní nebo během krátké doby uvadne a odumře.

### Plod
Hnilobné vodnaté skvrny, které do tří dnů hnědnou a propadají se. Pletivo plodu se přestává někdy vyvíjet, zakrní. Takové plody jsou pak deformované.

### List
Tmavé zvětšující se skvrny na řapíku.

### Kořen
Nekrózy kořene, kořenového krčku

## Detekce a identifikace
K detekci jsou používány kultury pěstované a upravované na živných půdách. Podle různých charakteristik je usuzováno o jakého patogena jde. Antraknóza jahodníku vytváří většinou bílé, světle oranžové (někdy s růžovou ohraničenou pigmentací), později nazelenale šedé, nebo černé povlaky, které často změní růžovou barvu na načervenale purpurovou.

## Ochrana rostlin

### Chemická ochrana
Účinné jsou na počátku 21. století přípravky s obsahem (strobilurinů) zejména ty, které obsahují azoxystrobin nebo pyraclostrobin Byly ovšem nalezeny kultury zcela rezistentní vůči fungicidům. Za velmi významnou je proto považována prevence a osvěta.
V ČR chybí podrobnější zkušenosti s šířící se chorobou Colletotrichum acutatum. Nejsou registrovány žádné účinné fungicidní přípravky a prevence tak zůstává jedinou cestou jak zpomalit šíření.

### Rezistentní rostliny
Proti chorobě antraknóza jahodníku je uváděna tolerance u odrůd jahodníku Honeoye a Elvira. Bylo ovšem objeveno, že patogen se vyskytuje v mnoha různých rasách uvnitř druhu, takže i nejvíce rezistentní odrůdy jahodníku jsou rezistentní pouze vždy k nějaké rase této choroby a k jiné náchylné.

### Agrotechnická opatření

#### Prevence

##### Dezinfekce půdy
Lze doporučit fyzikální i chemické metody dezinfekce půdy.

##### Výsadba
Ze zdravotních důvodů je doporučeno použití meristémově množených rostlin a tzv. frigo sadby. Použití certifikované sadby je spolehlivé pouze při pravidelném testování na Colletotrichum acutatum. Vhodné jsou krátkodobé kultury a spíše omezené hnojení dusíkem.

##### Závlaha
Jako ochranné opatření je používána výhradně kapková závlahy a v období krátce po dešti zákaz práce v porostu, zejména zastavení sklizní.

##### Organizace práce
Je žádoucí omezit přesun mechanizace i pracovní síly směrem z napadených do zdravých porostů nebo při přesunu provést dezinfekci strojů a osob. Napadené plody při sklizni jsou významným zdrojem infekce.

##### Hygiena
Je třeba odklízet posklizňové zbytky rostlin a zlikvidovat spálením či zakopáním. Veškeré nářadí i pracovní pomůcky a sklízecí kombajny po ukončení prací na plantáži s napadenými chorobami je třeba dezinfikovat nebo očistit.

##### Eliminace zdrojů nákazy
Důležité je odstraňování napadených rostliny i rostliny v okolí až do vzdálenosti 3m. Okolí plantáže je třeba udržovat ve zcela bezplevelném stavu.

##### Prostředí
Dostatečná cirkulace vzduchu v porostu, dostatečný spon rostlin při výsadbě a odstraňování odnoží po sklizni a na jaře jsou nezbytné.

### Fytosanitární opatření
Chorobu antraknóza jahodníku způsobenou Colletotrichum acutatum bylo zakázáno rozšiřovat na území EU, ovšem s ohledem na rozšíření choroby v členských zemích bylo od 1. 9. 2008 rozhodnuto původce Colletotrichum acutatum vyškrtnout ze seznamu úředně regulovaných škodlivých organismů rostlin v EU.